# Vélé
Ne doit pas être confondu avec Vele, village de Wallis-et-Futuna.
Vélé (ou Vele) est une localité du Cameroun située dans la commune de Guémé (arrondissement de Vélé), le département du Mayo-Danay et la Région de l'Extrême-Nord, à proximité de la frontière avec le Tchad.

## Population
En 1967 la localité comptait 1 459 habitants, principalement des Massa. À cette date, elle était dotée d'une école publique à cycle complet et d'un centre de santé élémentaire.
Lors du recensement de 2005, on y a dénombré 3 740 personnes.

## Infrastructures
En 2018 Vélé est doté d'un établissement d'enseignement technique de premier cycle (CETIC) et d'un lycée public général, qui accueille des élèves de la 6e à la Terminale.